# Blackrock Head
Das Blackrock Head (frei aus dem Englischen übersetzt Schwarzfelsenkopf) ist ein markantes Felsenkliff an der Küste des ostantarktischen Kemplands. Es liegt 5 km nordwestlich der Landspitze Trynet auf der Ostseite der Law Promontory.
Wissenschaftler der britischen Discovery Investigations kartierten es 1963 von Bord der RRS William Scoresby und gaben ihm seinen deskriptiven Namen.